# Hans von Tettenborn
Hans von Tettenborn (* 1708 in Tettenborn; † 24. Oktober 1779 in Königsberg) war ein preußischer Generalleutnant und Chef des Infanterie-Regiments Nr. 11.

## Eltern
Er stammte aus dem Adelsgeschlecht von Tettenborn und war der Sohn des preußischen Leutnants Hans von Tettenborn, Erbherr auf Tettenborn, und Marta Johannette Charlotte Wagner von Carlsburg (* 1686; † 13. Mai 1762) aus Sachsen.

## Leben
Er war als Leutnant im Leibregiment von Friedrich Wilhelm I. Als 1740 Friedrich II. König wurde, versetzte dieser ihn im August als Stabskapitän in das erste Bataillon der neuen Leibgarde. Damit kämpfte er am 10. April 1741 in der Schlacht bei Mollwitz. Danach auch im Zweiten Schlesischen Krieg. 1745 wurde er in das Reich auf Werbung geschickt. Am 20. Juli 1745 wurde er zum Premier-Leutnant und am 27. Oktober 1745 Stabskapitän.
Am 1. September 1755 wurde er als Oberstleutnant in das Infanterie-Regiment Nr. 46 (Neuwied) versetzt, dort wurde er im Dezember 1758 Oberst und 1760 Generalmajor. In der Schlacht bei Torgau wurde er verwundet.
Im Jahr 1763 wurde ihm das Infanterie-Regiment Nr. 19 (Friedrich von Braunschweig) übergeben. Bereits im Oktober des Jahres wurde er aber in das Regiment Nr. 11 (von Rebentisch) versetzt. Im Jahr 1774 wurde er zum Generalleutnant ernannt. 1776 wurde er nach 50 Jahren Dienst mit einer Pension von 1500 Talern pensioniert. Er starb am 24. Oktober 1779 in Königsberg an einem Schlaganfall.